# Saint-Laurent (Côtes-d'Armor)
Saint-Laurent is een gemeente in het Franse departement Côtes-d'Armor (regio Bretagne) en telt 418 inwoners (1999). De plaats maakt deel uit van het arrondissement Guingamp.

## Geografie
De oppervlakte van Saint-Laurent bedraagt 8,9 km², de bevolkingsdichtheid is 47,0 inwoners per km².
De onderstaande kaart toont de ligging van Saint-Laurent (Côtes-d'Armor) met de belangrijkste infrastructuur en aangrenzende gemeenten.

## Demografie
Onderstaande figuur toont het verloop van het inwonertal (bron: INSEE-tellingen).
1. ↑  Populations de référence 2022.